# Agapanthia cynarae
Agapanthia cynarae ist ein in Süd- und Südosteuropa verbreiteter Käfer aus der Familie der Bockkäfer und der Unterfamilie der Weberböcke (Lamiinae). In Europa ist die Gattung Agapanthia mit 32 Arten vertreten, die sich teilweise sehr ähnlich sehen. Weltweit werden bei GBIF etwa 80 Arten der Gattung gelistet. Agapanthia cynarae wird in die Untergattung Epoptes gestellt.

## Bemerkungen zum Namen
Der Käfer wird 1817 erstmals durch Germar unter dem Namen Saperda Cynarae beschrieben. Der Artname cynarae drückt aus, dass das Tier auf Artischocken (Cynara) gefunden wurden. Der Käfer ist jedoch polyphag.
Die Gattung  Agapanthia (von altgr. αγαπάω agapáo, ich liebe und άνθος ánthos, Blüte) wird 1835 von Serville aufgestellt.
Von Kreta wurde durch J. und M. Slama die Unterart Agapanthia cynarae michaeli beschrieben und nach ihrem Enkel Michael Starman benannt.

## Eigenschaften des Käfers
| | |
| Abb. 1: Ausschnitt linker Fühler (Teile des Vorderbeins sichtbar) 1,2,3: 1. bis 3. Fühlerglied                         | |
| Abb. 2: Aufsicht | |
| | |
| | Abb. 3: Behaarung links exakt gleicher Maßstab, oben ca. gleicher Maßstab Kopf liegt links oben: Hinterbein Schenkel (links) und Schiene links A: Seite der Brust links B: Unterseite links unten: Flügeldecken |
| | |
| | |
| Abb. 4: Hintertarsus Aufsicht, 1: 1. Glied, 5: Krallenglied, 4: rudimentäres 4. Glied, grün: Länge des 1. Tarsenglieds | |

Der vierzehn bis dreiundzwanzig Millimeter lange Käfer ist schwarz, durch die Behaarung erscheinen auf dem Halsschild drei gelbe Längsstreifen, die Flügeldecken wirken durch die Behaarung einheitlich olivfarben.
Der Kopf ist mehr als neunzig Grad zur Körperachse nach unten geneigt. Die Augen sind durch die Fühlereinlenkung nahezu in einen größeren unteren Teil und einen kleinen oberen Teil getrennt. Die zwölfgliedrigen geringelten Fühler überragen bei beiden Geschlechtern das Körperende, beim Weibchen mit dem letzten bis vorletzten Glied, beim Männchen mit den letzten vier Gliedern. Der Erstbeschreiber Germar definierte die Art in Abgrenzung zu Agapanthia asphodeli und Agapanthia cardui. Bei den beiden letzteren sind ab dem dritten Fühlerglied die Glieder überwiegend hell, nur die Spitzen dunkel, bei Agapanthia cynarae dagegen ist insbesondere das dritte Glied überwiegend schwarz und nur an der Basis hellbraun gefärbt und hell behaart (Abb. 1, bei voller Auflösung Haarring am 3. Fühlerglied gut erkennbar). Heute unterscheidet man drei europäische Arten, bei denen das dritte Fühlerglied nur an der Basis hell ist, nämlich neben Agapanthia cynarae noch Agapanthia maculicornis und Agapanthia davidi. Bei den beiden letzteren ist jedoch die Behaarung auf der Seite der Brust deutlich dichter als die Behaarung der Unterseite, bei Agapanthia cynarae dagegen ist die Seite der Brust spärlich behaart, die Unterseite ebenfalls (Abb. 3 links A und B).
Der Halsschild verschmälert sich nach vorn und ist im letzten Drittel seitlich erweitert. Er ist etwas kürzer bis gleich lang wie an der Basis breit. Er ist grob und dicht punktiert. Neben der in drei Längsstreifen angeordneten dichten gelben liegenden Behaarung ist er wenig dicht fein lang abstehend schwarz behaart. Der mittlere Längsstreifen setzt sich auf dem Kopf über Scheitel und Stirn fort.
Das Schildchen ist breiter als lang, hinten leicht gerundet und dicht gelb nach hinten geneigt behaart.
Die Flügeldecken sind oberseits ungleichmäßig fleckig gelber oder gelbgrau fein behaart (Abb. 3 links unten) und erscheinen deswegen makroskopisch olivfarben. Außerdem sind die Flügeldecken besonders im ersten Drittel zerstreut lang abstehend behaart. Sie sind etwa dreimal so lang wie zusammen breit und fast parallelseitig. Die Punktierung ist an der Basis grob und dicht und wird nach hinten flacher und weniger dicht. Bei der Unterart Agapanthia cynarae michaeli enden sie etwas stärker abgerundet als bei der Nominatform.
Die Beine sind dicht gelblichgrau behaart (Abb. 3 oben und Abb. 4). Das erste Glied der Hintertarsen (Abb. 4) ist länger als das Krallenglied (charakteristisch für die Untergattung Epoptes). Wie bei fast allen Bockkäfern ist das 4. Tarsenglied rudimentär und in der Aussparung des 3. Tarsenglieds verborgen.

## Biologie
Die Käfer sind tagaktiv. Man findet sie Im Mai und Juni auf Blüten und an Stängeln der Wirtspflanzen. Die Art wird als Charaktertier thermophiler Strauchheiden eingestuft. Ihre Entwicklung ist einjährig. Die Larven entwickeln sich in den Stängeln zahlreicher krautiger Pflanzen (Ringdisteln, Kratzdisteln, Eselsdisteln, Eisenhut, Acanthus …). Untersuchungen in Sonnenblumenfeldern haben gezeigt, dass die Larven auch dort zu finden sind, aber sie bewirken keinen messbaren wirtschaftlichen Schaden.

## Verbreitung
Die Art ist hauptsächlich im östlichen Südeuropa (Bosnien und Herzegowina, Bulgarien, Frankreich, Griechenland, Italien, Kreta, Kroatien, Malta, Montenegro, Nordmazedonien, Rumänien, Russland, Slowakei, Slowenien, Tschechien, Türkei, Ukraine, Ungarn)  verbreitet, nach Osten setzt sich das Verbreitungsgebiet bis nach Syrien und auf die Krim fort.